# Verpulus magnus
Verpulus magnus is een hooiwagen uit de familie Sclerosomatidae.